# Championnats d'Europe de cyclisme sur piste 2016
Navigation
Granges 2015 Berlin 2017

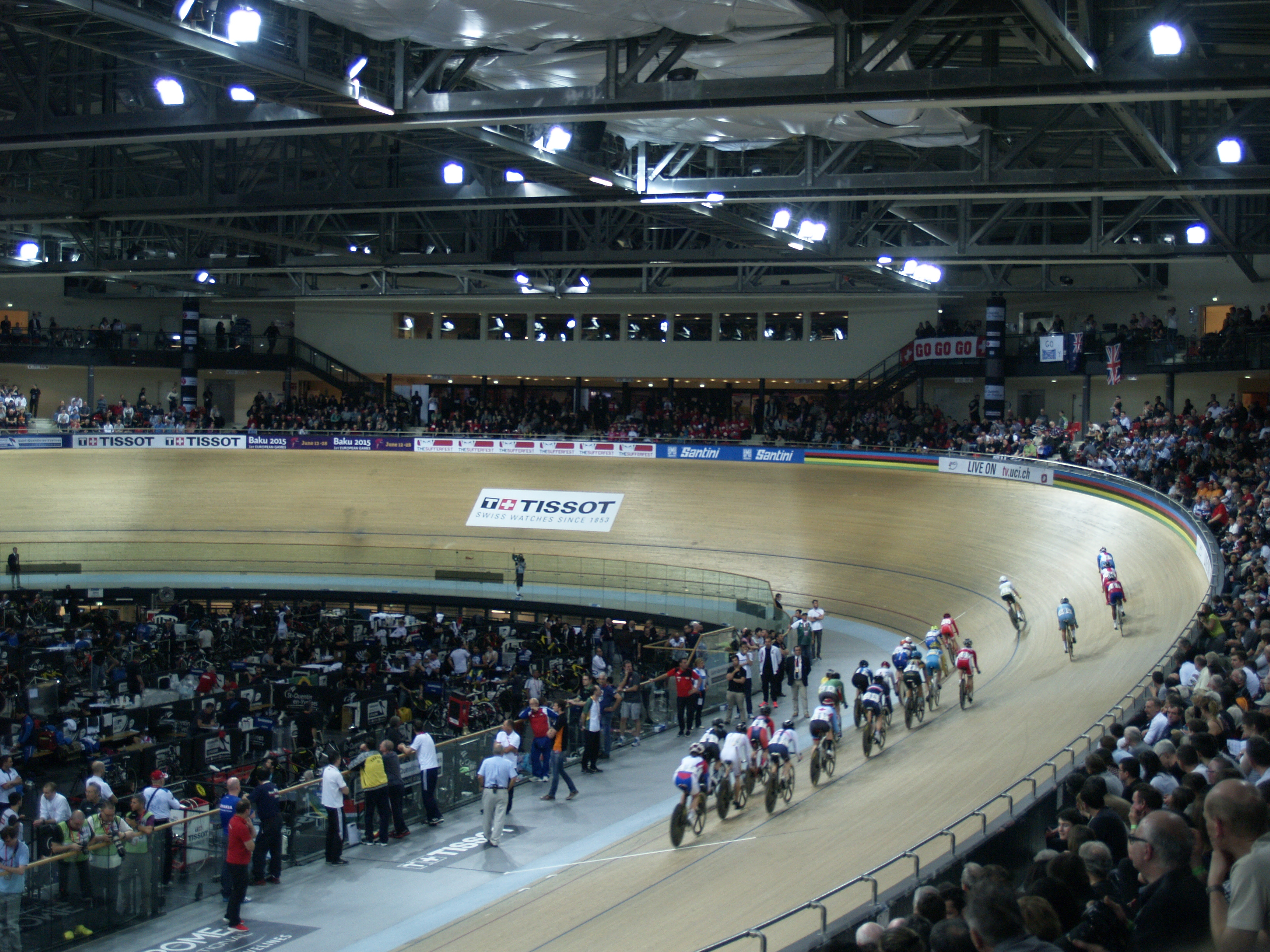
Le Vélodrome national a accueilli les mondiaux sur piste 2015.

Les championnats d'Europe de cyclisme sur piste 2016 ont lieu du 19 au 23 octobre 2016 sur le Vélodrome de Saint-Quentin-en-Yvelines en France. Ils sont organisés par l'Union européenne de cyclisme.
Pour la première fois depuis la création des championnats, le championnat d'Europe de demi-fond est organisé dans le cadre de la compétition, le 19 octobre. Le championnat d'Europe de course derrière derny, est quant à lui organisé à Copenhague le 1er novembre, permettant aux coureurs d’enchaîner les compétitions.
Des changements sont également mis en place sur cette compétition. L'omnium voit son format évoluer, les épreuves sont réduites de six à quatre et se déroulent toutes en peloton sur une seule journée.  La course tempo devient l'une des quatre manches au programme. La course à l'américaine abandonne son format de classement par tour gagné pour passer par un classement uniquement par points (des sprints intermédiaires octroient des points tous les 20 tours - les points comptent doubles sur le dernier sprint à l'arrivée - et des bonus de 20 points sont attribués par tour gagné). De plus, pour la première fois, une épreuve féminine de course à l'américaine est au programme d'une compétition internationale. L'épreuve du keirin est réduite de huit à six tours, le derny s’écartant à 750 mètres de l'arrivée. En vitesse par équipes, le format de compétition est modifié. Après le tour de classement, les huit meilleures équipes s'affrontent en duel (1 contre 8, 2 contre 7, 3 contre 6 et 4 contre 5) et les quatre vainqueurs se disputent les médailles.

## Programme
| Date                | Finales masculines                                                 | Finales féminines                                   |
| ------------------- | ------------------------------------------------------------------ | --------------------------------------------------- |
| Mercredi 19 octobre | Demi-fond, Kilomètre, Scratch                                      | 500 mètres, Course à l'élimination                  |
| Jeudi 20 octobre    | Vitesse par équipes, Poursuite par équipes, Course à l'élimination | Vitesse par équipes, Poursuite par équipes, Scratch |
| Vendredi 21 octobre | Omnium                                                             | Poursuite individuelle, Keirin, Course aux points   |
| Samedi 22 octobre   | Vitesse individuelle, Poursuite individuelle, Course aux points    | Omnium                                              |
| Dimanche 23 octobre | Keirin, Américaine                                                 | Vitesse individuelle, Américaine                    |

## Résultats

### Épreuves masculines
| Épreuves               | Or                                                                                         | Or       | Argent                                                                                     | Argent   | Bronze                                                                               | Bronze                        |
| ---------------------- | ------------------------------------------------------------------------------------------ | -------- | ------------------------------------------------------------------------------------------ | -------- | ------------------------------------------------------------------------------------ | ----------------------------- |
| Kilomètre              | Quentin Lafargue                                                                           | 1:00.685 | Eric Engler                                                                                | 1:00.807 | Tomáš Bábek                                                                          | 1:00.966                      |
| Keirin                 | Tomáš Bábek                                                                                |          | Andriy Vynokurov                                                                           |          | Charlie Conord                                                                       |                               |
| Vitesse individuelle   | Pavel Yakushevskiy                                                                         |          | Roy van den Berg                                                                           |          | Andriy Vynokurov                                                                     |                               |
| Vitesse par équipes    | Pologne Maciej Bielecki Kamil Kuczynski Mateusz Rudyk Mateusz Lipa (q)                     | 43.211   | Grande-Bretagne Jack Carlin Ryan Owens Joseph Truman                                       | 43.398   | Allemagne Eric Engler Robert Forstemann Jan May                                      | 43.083                        |
| Poursuite individuelle | Corentin Ermenault                                                                         | 4.18.778 | Filippo Ganna                                                                              | 4.19.084 | Dion Beukeboom                                                                       | 4:21.905                      |
| Poursuite par équipes  | France Thomas Denis Corentin Ermenault Florian Maitre Benjamin Thomas Sylvain Chavanel (q) | 3:57.594 | Italie Filippo Ganna Simone Consonni Francesco Lamon Michele Scartezzini Liam Bertazzo (q) | 3:58.871 | Grande-Bretagne Matthew Bostock Oliver Wood Kian Emadi Mark Stewart Steven Burke (q) | ont rejoint leurs adversaires |
| Course aux points      | Niklas Larsen                                                                              | 83 pts   | Kenny De Ketele                                                                            | 53 pts   | Raman Ramanau                                                                        | 36 pts                        |
| Américaine             | Espagne Sebastián Mora Albert Torres                                                       | 51 pts   | France Morgan Kneisky Benjamin Thomas                                                      | 45 pts   | Belgique Kenny De Ketele Moreno De Pauw                                              | 44 pts                        |
| Scratch                | Gaël Suter                                                                                 |          | Adrian Teklinski                                                                           |          | Wim Stroetinga                                                                       | -1 tour                       |
| Omnium                 | Albert Torres                                                                              | 126 pts  | Gaël Suter                                                                                 | 123 pts  | Benjamin Thomas                                                                      | 114 pts                       |
| Course à l'élimination | Loïc Perizzolo                                                                             |          | Christos Volikakis                                                                         |          | Jiri Hochmann                                                                        |                               |
| Demi-fond              | Allemagne Stefan Schäfer Peter Bäuerlein (de)*                                             |          | Allemagne Franz Schiewer Gerd Gessler*                                                     |          | Suisse Giuseppe Atzeni René Aebi (de)*                                               |                               |

- * Entraîneur sur le derny

### Épreuves féminines
| Épreuves               | Or                                                                                           | Or       | Argent                                                                                       | Argent   | Bronze                                                            | Bronze   |
| ---------------------- | -------------------------------------------------------------------------------------------- | -------- | -------------------------------------------------------------------------------------------- | -------- | ----------------------------------------------------------------- | -------- |
| 500 mètres             | Daria Shmeleva                                                                               | 34.310   | Pauline Grabosch                                                                             | 34.318   | Anastasiia Voinova                                                | 34.483   |
| Keirin                 | Lyubov Basova                                                                                |          | Nicky Degrendele                                                                             |          | Simona Krupeckaitė                                                |          |
| Vitesse individuelle   | Simona Krupeckaitė                                                                           |          | Anastasiia Voinova                                                                           |          | Tania Calvo                                                       |          |
| Vitesse par équipes    | Russie Daria Shmeleva Anastasiia Voinova                                                     | 33.356   | Espagne Tania Calvo Helena Casas                                                             | 33.425   | Lituanie Simona Krupeckaitė Miglė Marozaitė                       | 33.871   |
| Poursuite individuelle | Katie Archibald                                                                              | 3:29.878 | Justyna Kaczkowska                                                                           | 3:33.188 | Anna Turvey                                                       | 3:36.591 |
| Poursuite par équipes  | Italie Elisa Balsamo Tatiana Guderzo Simona Frapporti Silvia Valsecchi Francesca Pattaro (q) | 4:22.314 | Pologne Justyna Kaczkowska Katarzyna Pawłowska Daria Pikulik Nikol Plosaj Lucja Pietrzak (q) | 4:27.845 | Grande-Bretagne Emily Kay Dannielle Khan Manon Lloyd Emily Nelson | 4:26.744 |
| Course aux points      | Kirsten Wild                                                                                 | 25 pts   | Jolien D'Hoore                                                                               | 24 pts   | Katarzyna Pawłowska                                               | 14 pts   |
| Américaine             | Belgique Jolien D'Hoore Lotte Kopecky                                                        | 36 pts   | Grande-Bretagne Emily Kay Emily Nelson                                                       | 26 pts   | Pays-Bas Nina Kessler Kirsten Wild                                | 22 pts   |
| Scratch                | Aušrinė Trebaitė                                                                             |          | Elinor Barker                                                                                |          | Kirsten Wild                                                      |          |
| Omnium                 | Katie Archibald                                                                              | 125 pts  | Kirsten Wild                                                                                 | 119 pts  | Lotte Kopecky                                                     | 115 pts  |
| Course à l'élimination | Kirsten Wild                                                                                 |          | Katie Archibald                                                                              |          | Laurie Berthon                                                    |          |

## Tableau des médailles
- Pays organisateur (France)

| Rang  | Nation          | Or | Argent | Bronze | Total |
| ----- | --------------- | -- | ------ | ------ | ----- |
| 1     | France          | 3  | 1      | 3      | 7     |
| 2     | Russie          | 3  | 1      | 1      | 5     |
| 3     | Grande-Bretagne | 2  | 4      | 2      | 8     |
| 4     | Pays-Bas        | 2  | 2      | 4      | 8     |
| 5     | Suisse          | 2  | 1      | 1      | 4     |
| 5     | Espagne         | 2  | 1      | 1      | 4     |
| 7     | Lituanie        | 2  | 0      | 2      | 4     |
| 8     | Belgique        | 1  | 3      | 2      | 6     |
| 9     | Allemagne       | 1  | 3      | 1      | 5     |
| 9     | Pologne         | 1  | 3      | 1      | 5     |
| 11    | Italie          | 1  | 2      | 0      | 3     |
| 12    | Ukraine         | 1  | 1      | 1      | 3     |
| 13    | Tchéquie        | 1  | 0      | 2      | 3     |
| 14    | Danemark        | 1  | 0      | 0      | 1     |
| 15    | Grèce           | 0  | 1      | 0      | 1     |
| 16    | Irlande         | 0  | 0      | 1      | 1     |
| 16    | Biélorussie     | 0  | 0      | 1      | 1     |
| Total | Total           | 23 | 23     | 23     | 69    |

## Diffuseurs
Les diffuseurs des championnats sont les suivants :
- Danemark : TV 2 Sport, Internet : TV 2 Play
- France : Eurosport, Internet : francetv.fr
- Europe (54 pays) : Eurosport 1, Eurosport 2